# Fresques du Collegio del Cambio

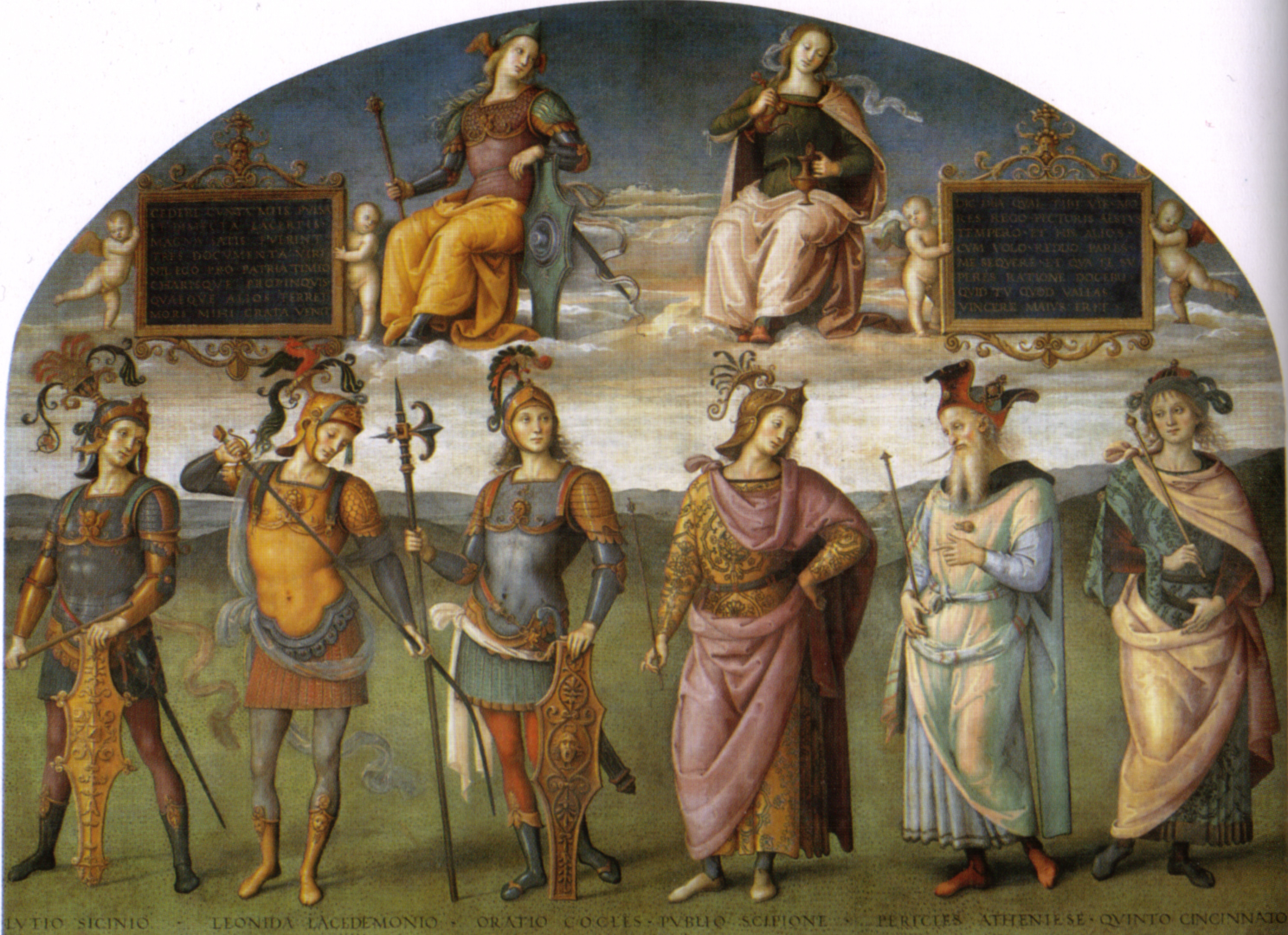
Force et Tempérance avec six héros antiques.

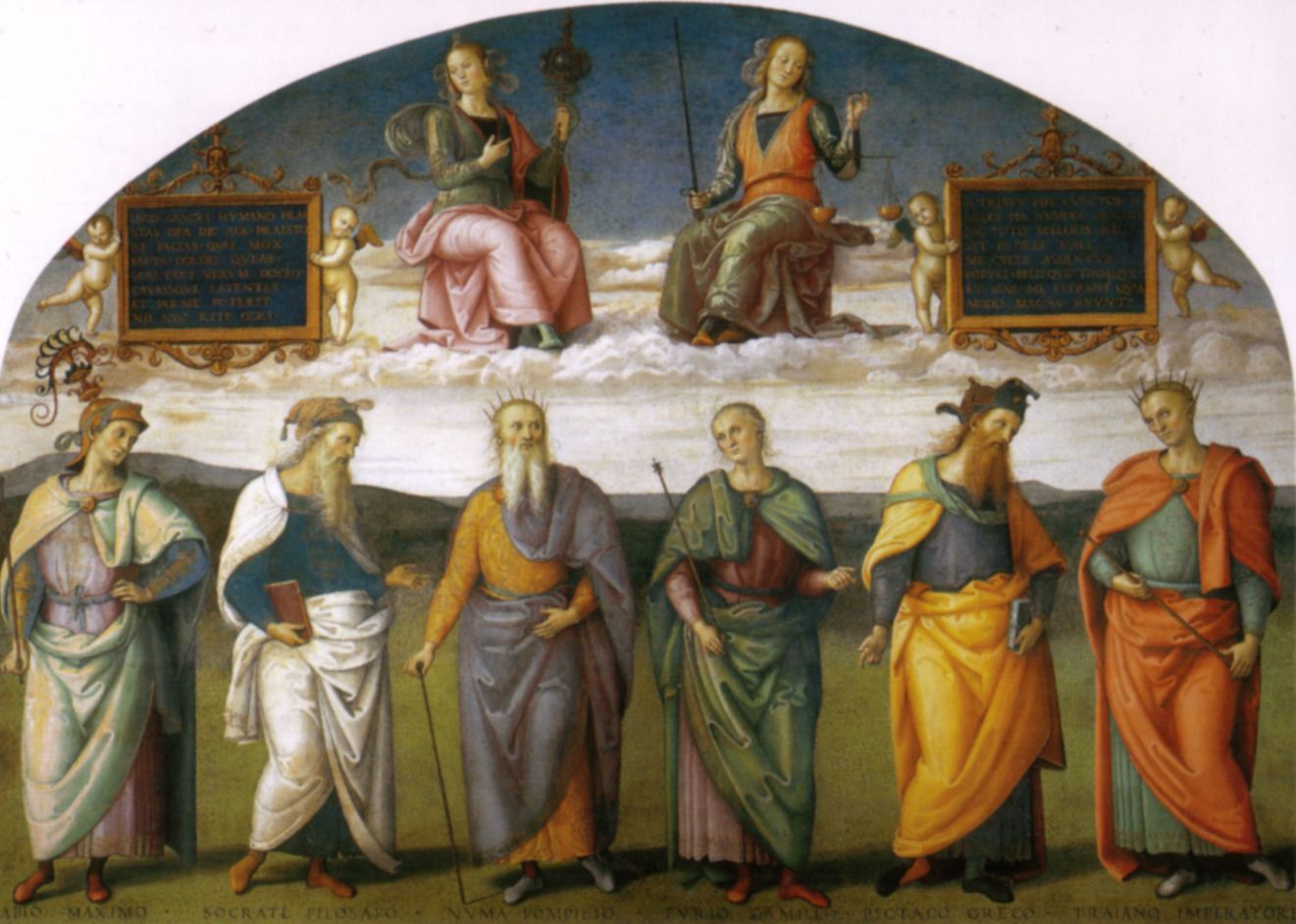
Prudence et Justice avec six sages antiques.

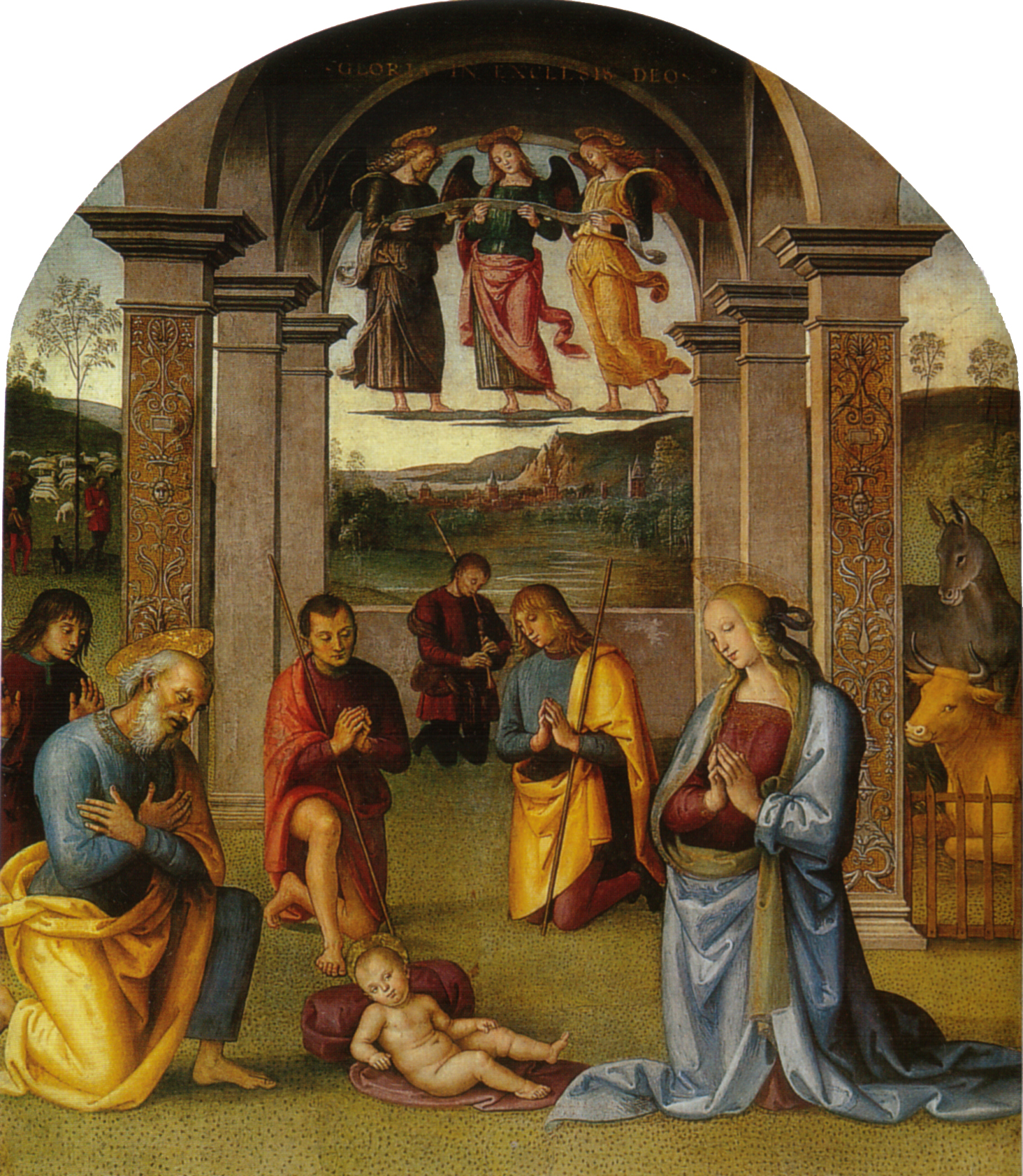
Nativité ou Adoration de l'Enfant.

L'ensemble des fresques du Collegio del Cambio est un cycle de fresques allégoriques du Pérugin qui décorent la Sala delle Udienze del Collegio del Cambio de Pérouse. Il s'agit du chef-d'œuvre de l'artiste et une des plus significatives références de la peinture italienne au seuil du XVIe siècle.

## Histoire
L'Arte del Cambio avait reçu l'autorisation de s'établir dans des locaux à l'extrémité du palazzo dei Priori à partir de 1452. Jusqu'en 1457 eurent lieu les travaux d'architecture et de fonctionnalité des pièces.
En 1496  fut prise la décision de faire décorer par Le Pérugin la Sala delle Udienze, endroit où avaient lieu les réunions et centre des activités commerciales de la corporation.
Le choix du Pérugin était motivé par le fait que l'artiste était à ce moment-là parmi les plus demandés d'Italie, responsable d'un atelier à Florence et d'un autre à Pérouse et présent en ville quand  il réalisa le polyptyque de saint Pierre.
Le contrat fut signé le 26 janvier 1496, Le Pérugin travailla surtout en 1498 et termina le cycle en 1500. Afin de porter à son terme une entreprise aussi importante, il eut recours à des assistants parmi lesquels Andrea d'Assisi et probablement le jeune Raphaël pour la figure de la Force et le visage de Salomon.
Le solde du paiement eut lieu le 11 juin 1507 pour un total de 350 ducats d'or.
Les peintures, comme il était d'usage à l'époque, s'intégraient dans un programme iconographique homogène avec les autres décorations comme les boiseries réalisées par Domenico del Tasso entre 1491 et 1493, représentant un des plus anciens exemples de décoration de l'art grotesque sur ce support. Les panneaux des portes ont été réalisés par  Antonio Bencivenni de Mercatello vers 1501.
Giorgio Vasari loua le cycle : « Cette très belle œuvre fut louée plus que toute autre que Pietro [Vanucci] a réalisée à Pérouse, et aujourd'hui les habitants de cette ville la mettent en valeur en mémoire au très estimé représentant de leur patrie ».

## Thématique
Le thème du cycle est la concordance entre le savoir païen et le savoir chrétien, élaboré par l'humaniste Francesco Maturanzio.
Parmi les sources iconographiques qui inspirèrent le peintre, figure  plusieurs « hommes illustres » de la Sala dei Gigli du Palazzo Vecchio à Florence, œuvre de Domenico Ghirlandaio (1481-1485) ainsi que les fresques de Palazzo Trinci à Foligno.
Une série de divinités/planètes figure sur la voûte.

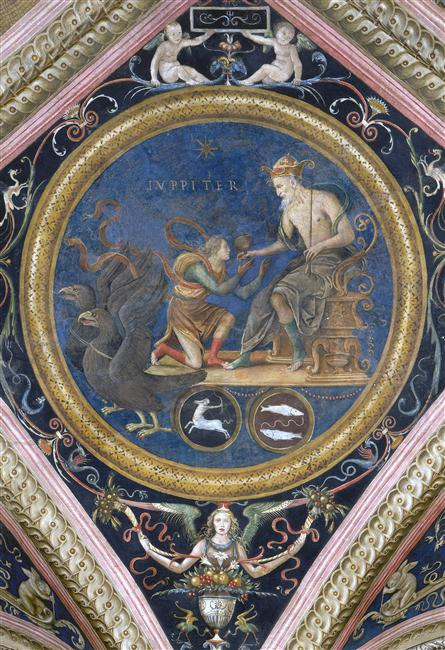
Jupiter, sur la voûte.

le programme décoratif des lunettes tourne autour du triomphe des quatre Vertus cardinales, représentées par des figures célèbres de l'Antiquité et des trois Vertus théologales, qui font référence à trois épisodes de la vie de Jésus-Christ.
- Sur la paroi de droite se trouve isolée la figure de Catone, symbole de sagesse.
- Sur le premier panneau, la Prudence et Justice au-dessus de sages antiques.
- Sur le pilier mitoyen se trouve l'Autoportrait du Pérugin avec l'inscription qui lui est dédiée.
- Le second panneau présente Force et Tempérance au-dessus de six héros antiques.

La paroi du fond comporte les lunettes de la Transfiguration et de la Nativité.
Sur la paroi droite Dieu le père en gloire entre anges et chérubins au-dessus d'un groupe de prophètes et de sibylles.
Le pilier suivant comporte un panneau encadré de grotesques sur lequel est inscrite la date de la fin des travaux : « Anno Salut. MD ».

### Voûte

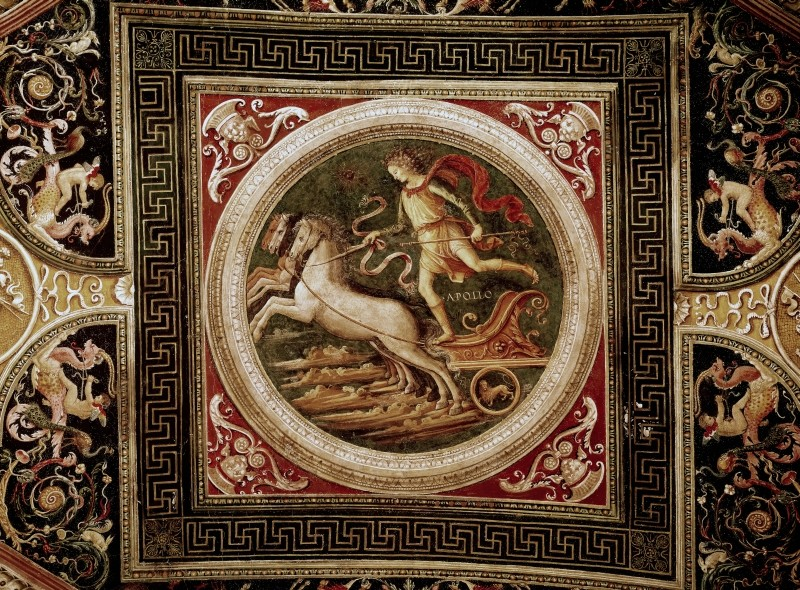
Apollon, sur la voûte.

La décoration a probablement débuté par la voûte à pavillon qui a été peinte à tempera. Six sommets triangulaires entourent la partie centrale en forme de losange. Dans chaque compartiment est peinte la personnification d'un dieu/planète issu des signes du zodiaque et représenté sur un char triomphal tiré par divers animaux. Saturne, Jupiter et Mars sont situés au-dessus de la cloison du fond, Apollon/Soleil au centre, Mercure, Diane/Lune et Vénus au-dessus de la paroi de la fenêtre.
Parmi ces figures on trouve une dense décoration fantastique : putti à cheval, chèvres, panthères, satyres, harpies, mascarons et groupes érotiques repris aussi dans les décors en bois du dessous. Si les dessins de la voûte sont attribués au maître, l'exécution fut complétée par deux collaborateurs, probablement Antonio del Massaro et Andrea Aloigi dit « l'Ingegno ».
Les œuvres de grande qualité et équilibrées témoignent d'une supervision suivie de la part du Pérugin qui ne permit aucun fléchissement de qualité.

### Transfiguration

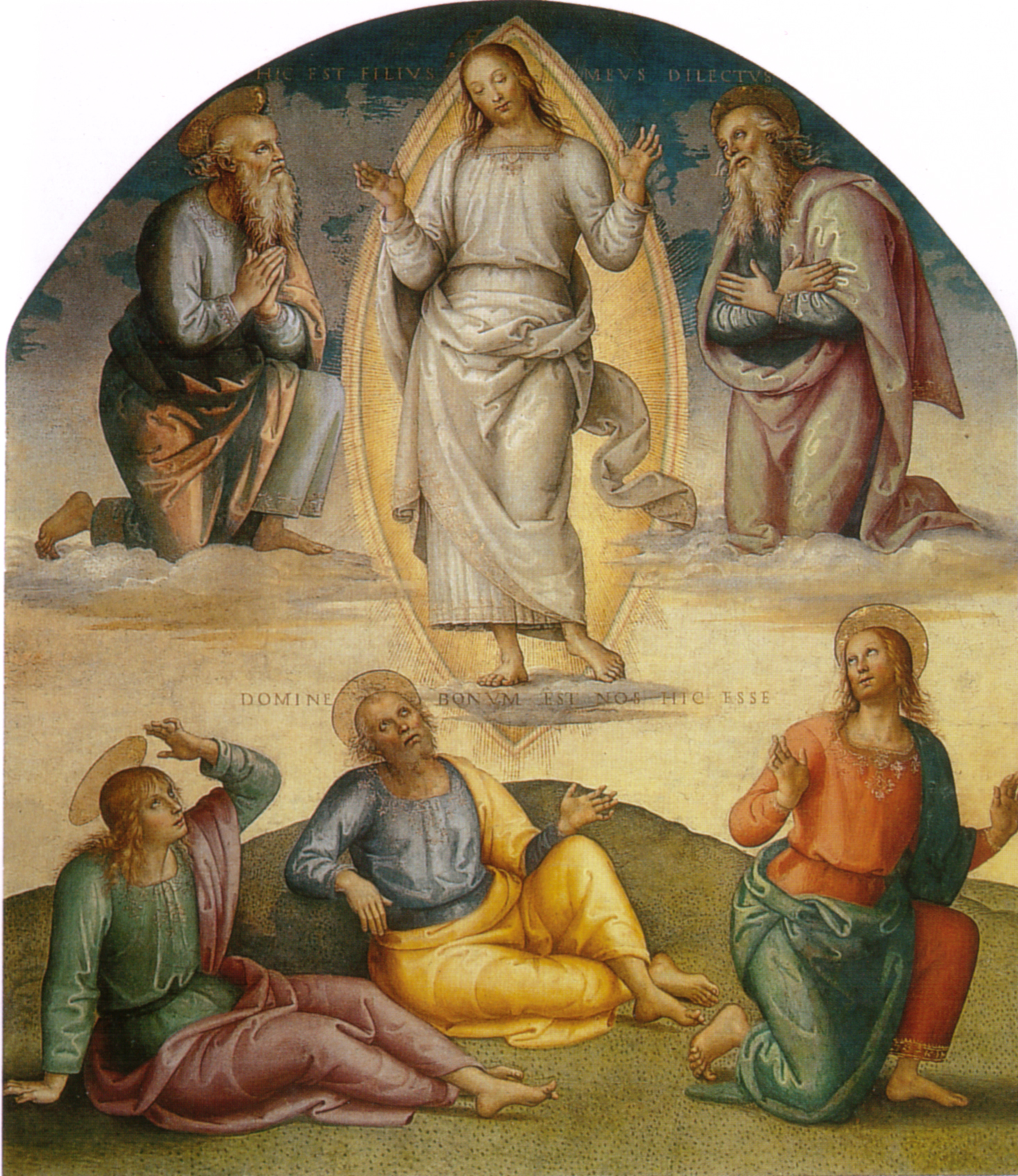
Transfiguration.

La décoration se poursuivit avec les cinq panneaux à haut cintré qui occupent la moitié supérieure des parois, encadrés par une subtile frise monochrome, séparés de petits piliers décorés à grotesques.
Cette Transfiguration (226 × 229 cm), située sur le mont Tabor, symbolisait la vertu de la Foi.
Le schéma de la fresque reprend celui de nombreuses œuvres du Pérugin dans lequel la divinité est représentée dans une mandorle au-dessus du registre inférieur de trois apôtres Jean, Pierre et Jacques de Zébédée, apparaissant modérément surpris par la révélation de la nature divine de Jésus. Aux côtés du Christ les prophètes Moïse et Isaïe, sont représentés à genoux. Aux extrémités de la mandorle figurent les inscriptions : HIC EST FILIVS MEVS DILECTVS et DOMINE BONVM EST NOS HIC ESSET.
Les têtes des apôtres sont d'une grande finesse avec une  plasticité des corps assez marquée.
Dans le visage de saint Jacques, certains critiques d'art voient la main du jeune Raphaël, par les couleurs et sa manière particulière de délimiter les parties entre lumière et ombre.

### Nativité
La Nativité ou Adoration de l'Enfant (264 × 225 cm) est une allégorie de la Charité.
La scène est aussi issue du répertoire de précédents travaux de l'artiste, en particulier de la Nativité perdue  de la Chapelle Sixtine, avec les figures principales avancées au premier plan et le thème du portique central qui dirige le regard du spectateur dans le lointain vers un calme paysage typique du Pérugin.
L'Enfant est étendu par terre entre saint Joseph et la Vierge en adoration, tandis que derrière lui se trouvent quelques pâtres agenouillés dont les bâtons font converger les lignes de force vers le nouveau-né.
À gauche et en arrière-plan se trouve un autre groupe de pâtres avec le troupeau et à droite le bœuf et l'âne.
En haut, sous les arcades, trois anges chantent des hymnes, comme inscrit en lettres dorés · GLORIA IN EXCELSIS DEO ·.
La scène a quelques affinités avec la scène du Stendardo della Santissima Trinità peinte par Raphaël à dix-sept ans, en particulier les trois anges et le paysage.
Dans les figures principales on note un épaississement des contours et un rendu des volumes plus plastique. Ces particularités ont fait penser à une intervention de Raphaël, alors élève du Pérugin. Cette fermeté plastique est absente par exemple dans l'Adoration des Mages de Città della Pieve, réalisée par le Pérugin en 1504.

### L'Éternel entre les anges au-dessus d'un groupe de prophètes et de sibylles

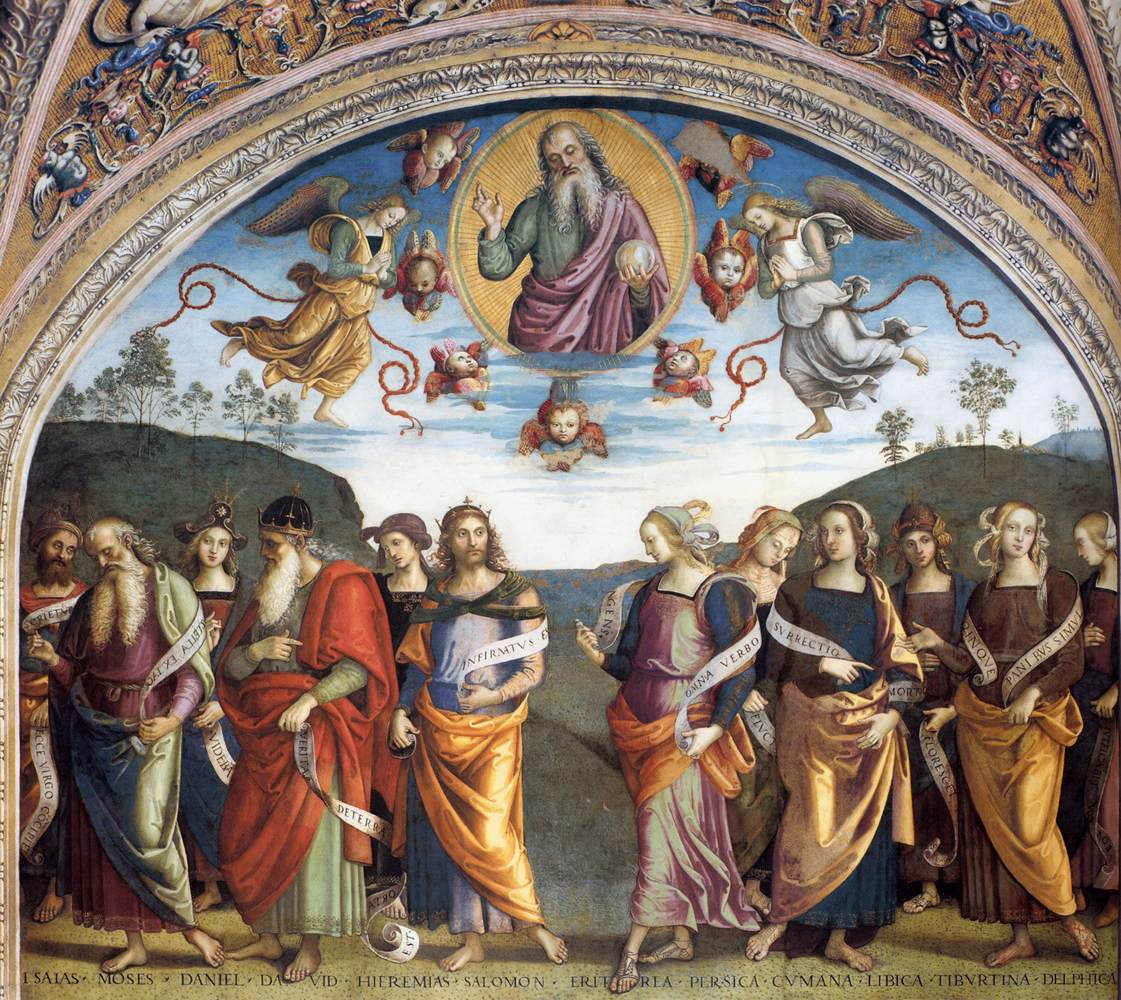
L'Éternel au-dessus de prophètes et de sibylles.

La panneau de L'Éternel entre les anges au-dessus d'un groupe de prophètes et de sibylles (229 × 370 cm), allégorie de l'Espérance, présente le schéma des deux autres panneaux des Vertus théologales, avec un registre inférieur de personnages et un supérieur occupé par Dieu le père bénissant dans un nimbe lumineux, entouré de chérubins, séraphins et deux anges volant provenant aussi du répertoire de l'artiste. Le paysage avec les douces collines pointillées d'arbrisseaux se dégrade vers le centre créant l'effet d'une vallée ouverte conduisant le regard du spectateur vers le centre de la représentation.
Les prophètes et les sibylles sont divisés en deux groupes symétriques et les inscriptions sur la base aident à reconnaître les personnages. Il en est de même des phylactères  qu'ils tiennent à la main, avec des prophéties.
De gauche à droite on distingue[réf. souhaitée] :
- Isaïe, Moïse, Roi David, Jérémie et Salomon, La sibylle Érythréenne, La sibylle Persique, La sibylle de Cumes, La sibylle Libyque, La sibylle Tiburtine et la sibylle Delphique.

Il s'agit du seul panneau dont le dessin préparatoire a été réalisé par incision alors que le transfert par spolvero a été utilisé pour les autres scènes. La mise en page de la composition, par rapport aux autres scènes est moins schématique et la texture picturale plus fluide probablement résultant du recours à divers collaborateurs ou par une distance temporelle dans la réalisation.
Depuis le XVIIe siècle, court l'hypothèse que le jeune Raphaël aurait participé à ce travail, même si à l'époque, encore très jeune, il était dans une phase de strict suivisme du maître.

### Prudence et Justice au-dessus de six personnages antiques

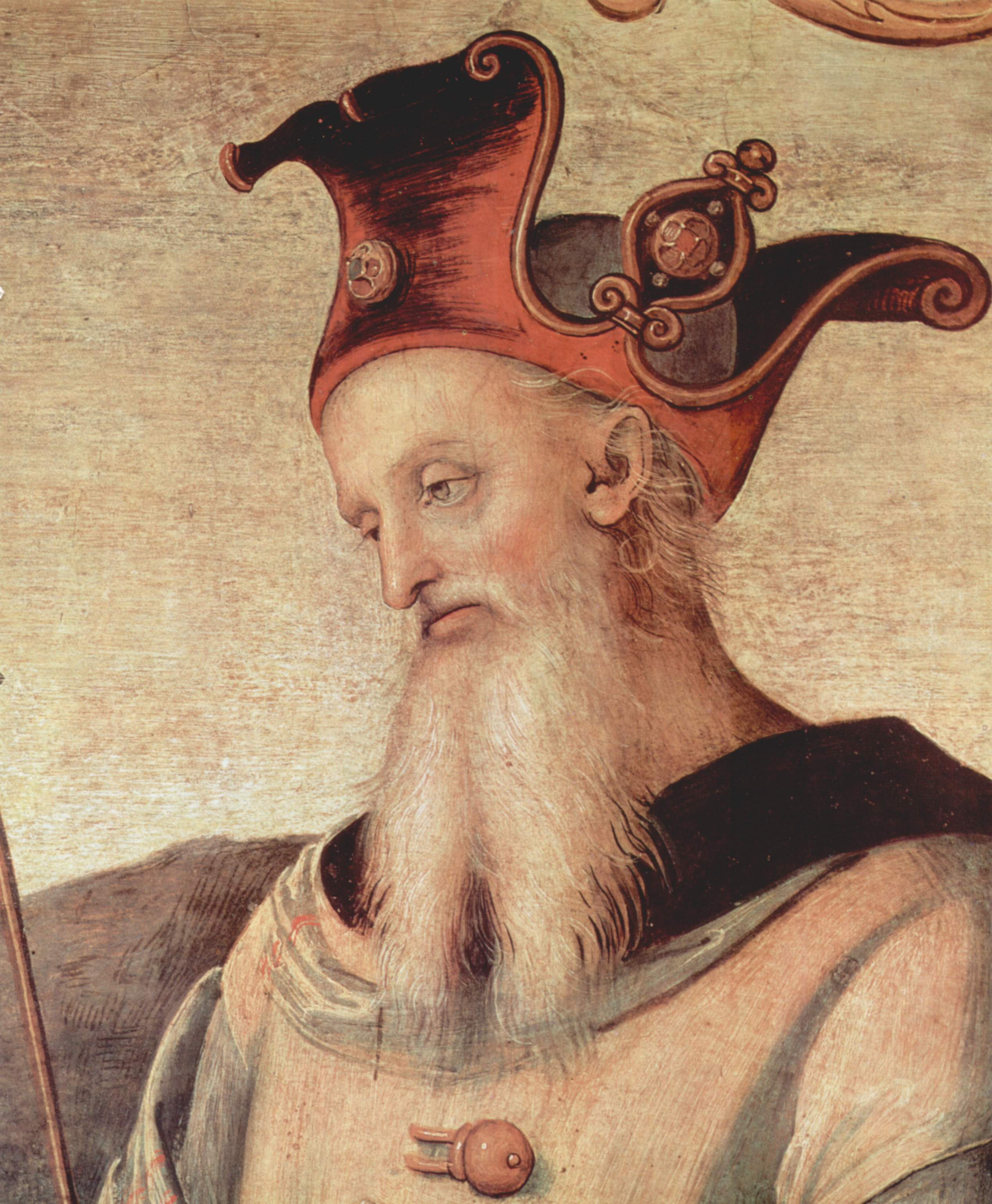
Péricles, détail.

Le panneau avec Prudence et Justice au-dessus de six personnages antiques (293 × 418 cm) est aussi réalisé selon les règles de la symétrie. Les deux Vertus sont assises sur des nuages, avec leurs attributs respectifs, avec sur les côtés des putti qui tiennent des phylactères.
Sur le bas, de gauche à droite avec les noms écrits en bas figurent : Quintus Fabius Maximus Verrucosus, Socrate, Numa Pompilius, Marcus Furius Camillus, Pittacos de Mytilène et Trajan.

### Force et Tempérance au-dessus de six héros antiques
La Force et Tempérance au-dessus de six héros antiques (291 × 400 cm) a un schéma analogue au précédent.
Les six héros sont remarquables par la richesse des décorations de leurs armures avec des cimiers et couvre-chefs très élaborés.
De gauche à droite on distingue : Lucius Licinius Crassus, Léonidas de Tarente, Horatius Coclès, Scipion l'Africain, Périclès et Lucius Quinctius Cincinnatus.
Les deux panneaux des Sages et des héros témoignent de l'apogée atteint dans le classicisme par l'artiste, à travers un modelé souple et une palette riche et brillante.

### Autoportrait

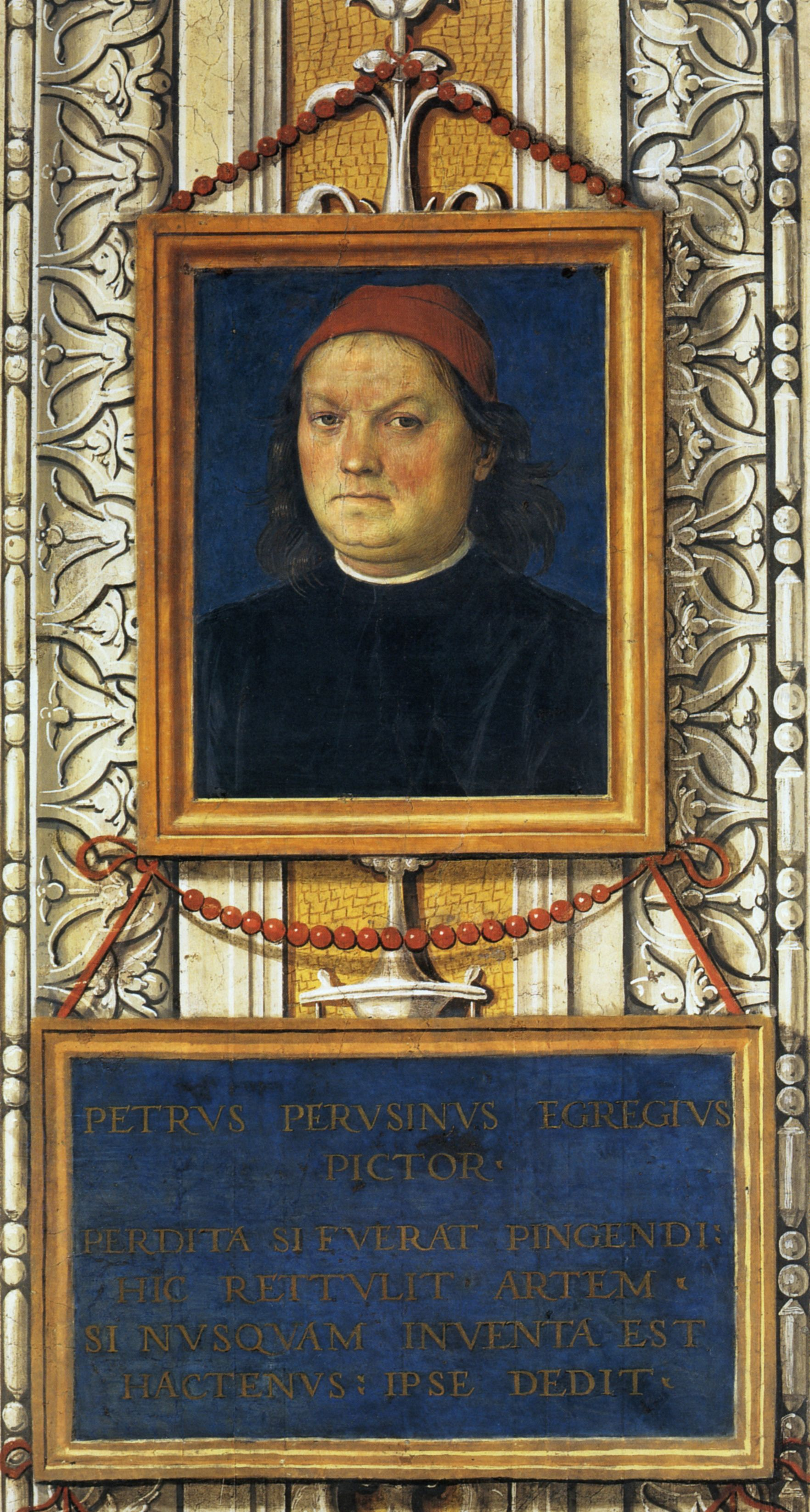
Autoportrait et dédicace.

Sur un pilier intermédiaire de la paroi gauche se trouve peint en trompe-l'œil, un cadre suspendu entre des rubans et colliers en corail. Il s'agit du célèbre autoportrait du peintre  (40 × 30,5 cm) et une inscription témoigne de la renommée atteinte par l'artiste : PETRUS PERUSINUS EGREGIUS / PICTOR / PERDITA SI FUERAT PINGENDI / HIC RETTULIT ARTEM / SI NUSQUAM INVENTA EST / HACTENUS IPSE DEDIT, « Pietro Perugino, peintre émérite. Si l'art de la peinture était égaré, il le retrouva. S'il n'était pas encore inventé, il l'éleva jusqu'à ce point » L'allusion est sur le  débat alors fort en vogue concernant la supériorité des Anciens sur les Modernes. Comme il n'existait que peu de traces de la peinture antique  citée par les sources anciennes, le dilemme concernait la capacité des peintres de la Renaissance  à dépasser les Anciens et aussi s'ils avaient fait mieux qu'eux.
Les détails physiques et psychologiques de l'autoportrait sont très soignés. Le visage rondelet, les joues rougeaudes, les lèvres fines, les cheveux flottants, le double menton avec fossette…

## Style
La décoration du Collegio del Cambio a été sûrement un chef-d'œuvre où les valeurs littéraires, humanistes et classiques sont transposées en images harmoniques et soignées, rythmiquement alternées en une évolution rappelant la composition musicale.
Les couleurs sont brillantes mais savamment harmonisées avec l'utilisation de contrastes forts comme orange/vert, jaune/bleu et rose/vert.
La technique montre un coup de pinceau qui divise la lumière en une infinité de segments qui vibrent en se décomposant et se recomposant. L'illumination théâtrale et la perspective suscitèrent des émotions intenses parmi les contemporains du peintre.
Le très haut niveau qualitatif de la peinture à fresque permet de rendre une multitude de détails et une finesse équivalente à celle obtenue sur bois.
Le paysage est généralement simplifié en glacis et les figures sont souvent simplement juxtaposées en premier-plan créant des schémas symétriques. Les ombres sur le terrain sont nettes, les poses des personnages souvent élégantes.
Les limites de l'artiste sont évidentes dans la répétition des schémas de son répertoire et dans la difficulté à représenter des scènes narratives dynamiques.

## Source
- (it) Cet article est partiellement ou en totalité issu de l’article de Wikipédia en italien intitulé « Sala delle Udienze del Collegio del Cambio » (voir la liste des auteurs).